# Lagartinho-de-linhares
Lagartinho-de-linhares ou lagartinho-verdadeiro (nome científico: Ameivula nativo) é uma espécie de réptil da família dos teiídeos (Teiidae).

## Distribuição e habitat
O lagartinho-de-linhares é endêmico do Brasil. Sua população, que atualmente está completamente disjunta, se concentra em parte dos estados de Espírito Santo e Bahia. Seu habitat é da restinga do bioma Mata Atlântica, onde prefere borda das moitas e vegetação herbácea, principalmente nas formações de dunas de moitas abertas. Assume-se que a extensão da sua área de ocorrência seja de 33.550,9 quilômetros quadrados, contudo, uma vez que depende de um habitat muito específico na região, esse número dificilmente representa a situação real de sua distribuição. Algumas subpopulações atualmente estão extintas devido à perda de habitat, que segundo o último levantamento (2003–2013) era de 50% de sua área de ocupação. É sabido que ocorre em algumas áreas de proteção ambiental: Conceição da Barra, Baía de Camamu, Costa de Itacarí / Serra Grande, Concha D'Ostra, Corumbau e Fazenda Araçari.

## Comportamento
O lagartinho-de-linhares é diurno, terrícola e forrageador ativo. Inicia sua atividade por voltas das oito da manhã, com pico das 10 às 12h. É o único das espécies de Ameivula das restingas brasileiras a se reproduzir por partenogênese. Ovíparo, aparentemente se reproduz ao longo do ano todo e produz ninhada de dois a quatro ovos. Sua temperatura média é de 37 °C. Se alimenta de presas sedentárias como larvas e cupins. Seu comprimento rostro-cloacal é de 56 milímetros. A eles se associam seis espécies de helmintos parasitários.

## Conservação
Embora faltem dados precisos acerca do total de sua população, é assumido que a pressão crescente em seu habitat natural e a disjunção de suas subpopulações esteja provocando um declínio do número total de lagartinhos-de-linhares. Em 2005, a densidade média da espécie foi estimada em 2,5 por hectare. Como se estima que entre 2003 e 2013 houve uma redução de 50% de seu habitat, e como um decênio equivale a três gerações à espécie, é sugerido que a redução populacional seja proporcional à perda de hábitat. Em 2005, foi classificado como vulnerável na Lista de Espécies da Fauna Ameaçadas do Espírito Santo; em 2013, foi classificado como em perigo na Lista Vermelha da União Internacional para a Conservação da Natureza (UICN / IUCN). Em 2014, foi classificado como em perigo na Portaria MMA N.º 444 de 17 de dezembro de 2014; em 2017, como em perigo na Lista Oficial das Espécies da Fauna Ameaçadas de Extinção do Estado da Bahia; e em 2018, como em perigo no Livro Vermelho da Fauna Brasileira Ameaçada de Extinção do Instituto Chico Mendes de Conservação da Biodiversidade (ICMBio).

## Taxonomia
Lagartinho-de-linhares originalmente era classificado dentro do gênero Cnemidophorus, mas desde 2012 passou a fazer parte de um gênero próprio, o Ameivula. Seu antigo gênero, por sua vez, ainda precisa de uma revisão taxonômica.